# Cirujales del Río
Cirujales del Río es un municipio y localidad española de la provincia de Soria, en la comunidad autónoma de Castilla y León. El término municipal tiene una población de 20 habitantes (INE 2024).

## Geografía
El municipio tiene un área de 8,76 km². Pueblo de la comarca de Almarza y del partido judicial de Soria.

## Historia
El Censo de Pecheros de 1528, en el que no se contaban eclesiásticos, hidalgos y nobles, registraba la existencia de 29 pecheros, es decir unidades familiares que pagaban impuestos. En el documento original figura como Cerujales, formando parte del Sexmo de San Juan.
A la caída del Antiguo Régimen la localidad se constituyó en municipio constitucional, entonces conocido como Cirujales en la región de Castilla la Vieja, partido de Soria que en el censo de 1842 contaba con 72 hogares y 289 vecinos.

## Demografía
Cuenta con una población de 20 habitantes (INE 2024).
| Gráfica de evolución demográfica de Cirujales del Río entre 1842 y 2021                                                                                        |
| |
| Población de derecho según los censos de población del INE Población de hecho según los censos de población del INEEn este censo se denominaba Cirujales: 1842 |

## Patrimonio
La iglesia está bajo la advocación de la Virgen de la Asunción, contando con una cabecera del siglo XVI, siendo el resto del siglo XVIII. En su interior está el panteón de los Camargo y Salazar de estilo renacentista en la que se encuentran yelmos labrados al estilo de Siloé. En la fachada figura el escudo heráldico con yelmos de frente, privilegio real o ducal y baldaquino del siglo XVIII.

## Fiestas
San Bricio, en octubre.